# Boniface (comte)
Pour les articles homonymes, voir Boniface.
Boniface (mort en 432) était un général romain et gouverneur du Diocèse d'Afrique. Il a fait campagne contre les Wisigoths, en Gaule romaine, et les Vandales, en Afrique romaine. Allié de Galla Placidia (régente de Valentinien III), Boniface s'engage dans les guerres civiles romaines contre les généraux Flavius Félix, en 427-429, et Flavius Aetius, en 432. Bien qu'il ait vaincu ce dernier lors de la bataille de Rimini, Boniface subit une blessure mortelle et est remplacé par son beau-fils, Sebastianus, comme patrice de l'Empire romain d'Occident.

## Biographie
Sous Honorius
En 413, il s'illustre dans la défense de Marseille face aux assauts du roi wisigoth Athaulf.
Il est par la suite nommé tribun militaire en Afrique avec pour mission la protection des frontières face aux tribus maures. Il entre alors en contact avec saint Augustin, notamment en 417, pour s'enquérir du statut religieux du donatisme. Augustin, accompagné de son ami Alypius, vient le rencontrer à Thubunae (Tobna) : Boniface s'interroge alors sur la compatibilité de ses missions de soldat et de sa foi chrétienne. Il envisage même de se faire moine. Augustin le dissuade, soucieux sans doute d'assurer la protection de l'Afrique du Nord en conservant sur place un officier de valeur.
Après la mort de Constance III en 421, Boniface est rappelé en Italie puis nommé comte d'Afrique, sans doute grâce à Galla Placidia, veuve de Constance. Il devient de ce fait responsable militaire de la quasi-totalité des provinces d'Afrique, la partie alors la plus riche et la plus fidèle de l'Empire d'Occident. Il doit aussi assister Flavius Castinus contre les Vandales qui sévissent en Espagne. Mais ils ne s'entendent guère[réf. nécessaire] et Boniface rallie directement l'Afrique.
Sous l'usurpateur Jean
Après la mort d'Honorius en 423, Boniface soutient les intérêts de la dynastie légitime lors de l'usurpation de Jean (423-425). Il bloque l'approvisionnement de Rome en blé africain et contribue ainsi à l'avènement de Valentinien III.
Sous Valentinien III
Après avoir épousé Pélagie, une arienne, il est appelé par Galla Placidia à Ravenne en 427 sur le conseil du maître de la milice Félix, peut-être par l'effet des intrigues d'Aetius. Il refuse d'obéir et la cour de Ravenne le déclare rebelle et envoie des troupes contre lui, qu'il tient en échec. Il se serait vengé en appelant en Afrique Genséric et les Vandales (429). Il veut ensuite s'opposer à leur établissement mais sans succès.
Rappelé à la cour, il est envoyé par l'impératrice contre l'ambitieux Aetius : il le bat mais est mortellement blessé, en 432, près de Rimini, dans un combat acharné, et meurt trois mois après.